# Cheryl Gibson
Cheryl Gibson (Edmonton, Canadá, 28 de julio de 1959) es una nadadora canadiense retirada especializada en pruebas de cuatro estilos, donde consiguió ser subcampeona olímpica en 1976 en los 400 metros.

## Carrera deportiva
En los Juegos Olímpicos de Montreal 1976 ganó la medalla de plata en los 400 metros estilos, con un tiempo de 4:48.10 segundos, tras la alemana Ulrike Tauber  y por delante de su paisana canadiense Becky Smith.
Y en el Campeonato Mundial de Natación de 1978 celebrado en Berlín ganó dos medallas de bronce: en 100 y 200 metros estilo espalda.